# 大二重三角十二・二十・十二面体
大二重三角十二・二十・十二面体（だいにじゅうさんかくじゅうに・にじゅう・じゅうにめんたい、Great ditrigonal dodecicosidodecahedron）とは、一様多面体の一種で、切頂十二面体の正十角形を正10/3角形に置き換え、隙間を正三角形と正五角形で埋めたものである。

## 性質
- 構成面: 正三角形 20枚、正五角形 12枚、正10/3角形 12枚、計44枚
- 辺: 120
- 頂点: 60
- 頂点形状: 3, 10/3, 5, 10/3
- ワイソフ記号: 3 5 | 5/3
- 枠: 切頂十二面体
- 双対: Great ditrigonal dodecacronic hexecontahedron

## 同じ枠を持つ立体
- 切頂十二面体
- 大二十・二十・十二面体
- 大二重三角十二・二十・十二面体
- 大十二・二十面体